# Dĩnh Tuyền
Dĩnh Tuyền (chữ Hán giản thể: 颍泉区, âm Hán Việt: Dĩnh Tuyền khu) là một quận thuộc địa cấp thị Phụ Dương, tỉnh An Huy, Cộng hòa Nhân dân Trung Hoa. Quận này có diện tích 685 km2, dân số người. Về mặt hành chính, quận này được chia thành nhai đạo biện sự xứ, trấn, hương. 
- Nhai đạo: Hà Đông, Tân Hoa, Hướng Dương, Tân Hoa, Hướng Dương.
- Trấn: Tráp Hoa, Khẩu Tư, Viên Trại Tập, Lão Miếu, Tảo Trang.
- Hương: Ô Giang, Chính Ngọ, Dương Lâu, Nhiễm Miếu